# Fairfax (Ohio)
Fairfax é uma vila localizada no estado norte-americano de Ohio, no Condado de Hamilton.

## Demografia
Segundo o censo norte-americano de 2000, a sua população era de 1938 habitantes.
Em 2006, foi estimada uma população de 1767, um decréscimo de 171 (-8.8%).

## Geografia
De acordo com o United States Census Bureau tem uma área de
2,0 km², dos quais 2,0 km² cobertos por terra e 0,0 km² cobertos por água.

## Localidades na vizinhança
O diagrama seguinte representa as localidades num raio de 8 km ao redor de Fairfax.